# The Sabbath Stones
A Sabbath Stones az angol Black Sabbath heavy metal együttes 1996-ban megjelent válogatásalbuma. Az albumon található dalok a Ronnie James Dio, Tony Iommi, Geezer Butler és Vinny Appice nevekkel fémjelzett érából származnak.

## Számlista
1. "Headless Cross" (Headless Cross)
2. "When Death Calls" (Headless Cross)
3. "Devil And Daughter" (Headless Cross)
4. "The Sabbath Stones" (Tyr)
5. "The Battle Of Tyr" (Tyr)
6. "Odin's Court" (Tyr)
7. "Valhalla" (Tyr)
8. "TV Crimes" (Dehumanizer)
9. "Virtual Death" (Cross Purposes)
10. "Evil Eye" (Cross Purposes)
11. "Kiss Of Death" (Forbidden)
12. "Guilty As Hell" (Forbidden)
13. "Loser Gets It All" (Forbidden Japán verzió)
14. "Disturbing the Priest" (Born Again)
15. "Heart Like A Wheel" (Seventh Star)
16. "The Shining" (The Eternal Idol)

## Közreműködők
- Tony Martin/Iommi/Cozy Powell – Szám 1,3
- Martin/Iommi/Powell/Geoff Nicholls – Szám 2
- Iommi/Martin/Nicholls/Powell/Neil Murray – Szám 4,6-7
- Iommi/Nicholls/Powell/Murray – Szám 5
- Butler/Dio/Iommi – Szám 8
- Butler/Iommi/Martin – Szám 9,10
- Black Sabbath/Szöveg:Tony Martin – Szám 11-13
- Ian Gillan/Iommi/Butler/Ward – Szám 14
- Iommi – Szám 15,16